# Almatine Leene
Almatine Leene (Lelystad, 1984) is een Nederlandse theoloog en schrijver. Zij geniet bekendheid als de eerste vrouwelijke predikant binnen de Gereformeerde Kerken vrijgemaakt (in 2023 opgegaan in de Nederlandse Gereformeerde Kerken). In het seizoen 2020-2021 was zij Theoloog des vaderlands.

## Levensloop
Leene volgde na haar middelbare school het basisjaar van de Evangelische Hogeschool. Vervolgens studeerde zij hbo-theologie aan de Christelijke Hogeschool Ede. Vervolgens vertrok ze naar Zuid-Afrika waar ze in 2008 aan de Universiteit Stellenbosch een Master of Divinity cum laude behaalde. In datzelfde jaar won ze een preekwedstrijd van het Nederlands Dagblad. In 2013 promoveerde Leene aan de Universiteit Stellenbosch. Haar proefschrift belichtte de positie van de vrouw in de kerk vanuit een theologisch perspectief. Leene doceert ook aan de opleiding theologie van de Hogeschool Viaa in Zwolle.
Op jonge leeftijd ervoer Leene een roeping voor het predikantschap. In de kerk waar zij opgroeide, de Gereformeerde Kerken vrijgemaakt, was dat lange tijd niet mogelijk voor vrouwen. Zij ging daarom aan de slag als predikant in de Nederduits Gereformeerde Kerk van Stellenbosch Wes. In 2017 werd het predikantschap binnen de Gereformeerde Kerken vrijgemaakt opengesteld voor vrouwen. Leene was niet de eerste vrouw die beroepbaar werd gesteld, maar wel de eerste vrouw die in beroep ontving. In juni 2020 liet de kerkelijke gemeente in Hattem-noord weten haar graag te willen aanstellen als predikant. In november 2020 werd zij als predikant bevestigd. In diezelfde maand werd Leene voor de periode van een jaar verkozen tot Theoloog des vaderlands.
Leene was in 2022 een van de oprichters van de organisatie Veilige Kerk, een samenwerkingsverband tussen drie kerkelijke meldpunten. Een jaar interview trad zij zelf naar buiten met het feit dat ze in haar studententijd door een predikant was aangerand.

## Publicaties
- Ochtend. 100 gedachten om wakker te worden, 2009, Buijten & Schipperheijn; ISBN 9789058814395.
- Samen dansen in de kerk. Als mannen en vrouwen op God lijken, 2013, Buijten & Schipperheijn; ISBN 9789058817426.
- Zonen en dochters profeteren. Man, vrouw & kerk, 2016, Boekencentrum; ISBN 9789023971276.
- Met Wim Markus, Dogmatiek voor iedereen. Weten wat je gelooft, 2016, Jess; ISBN 9789023970934.
- Redactie door Leene, Flirten met Rome. Protestanten naderen katholieken, 2017, Buijten & Schipperheijn; ISBN 9789058819369.
- Een mens te zijn op aarde. Leven tot eer van je Schepper, 2018, Boekencentrum; ISBN 9789023952657.
- Met Henk Folkers, Maaike Harmsen en Maarten Verkerk, Samen met de vrouwen. Bijbelstudies over m/v in de kerk, 2018, Boekencentrum; ISBN 9789023954774.
- Met Jan van der Kamp, Kerkgeschiedenis voor iedereen. Weten waar je vandaan komt, 2020, KokBoekencentrum; ISBN 9789043535281.
- Theologen des Vaderlands, 2021, Ark Media; ISBN 9789033802713.
- Met René Erwich, Vuur dat nooit dooft. Gender, seksualiteit en theologie in gesprek, 2022, KokBoekencentrum; ISBN 9789043538190.

## Persoonlijk
Leene is getrouwd en moeder van drie kinderen.
- Gemeinsame Normdatei: 1117037827
- International Standard Name Identifier: 0000 0003 8792 7409
- Nederlandse Thesaurus van Auteursnamen: 323353649
- Virtual International Authority File: 280935780